# Protobothrops xiangchengensis
Trimeresurus xiangchengensis là một loài rắn trong họ Rắn lục. Loài này được Zhao Jiang & Huang mô tả khoa học đầu tiên năm 1979.